# 春季

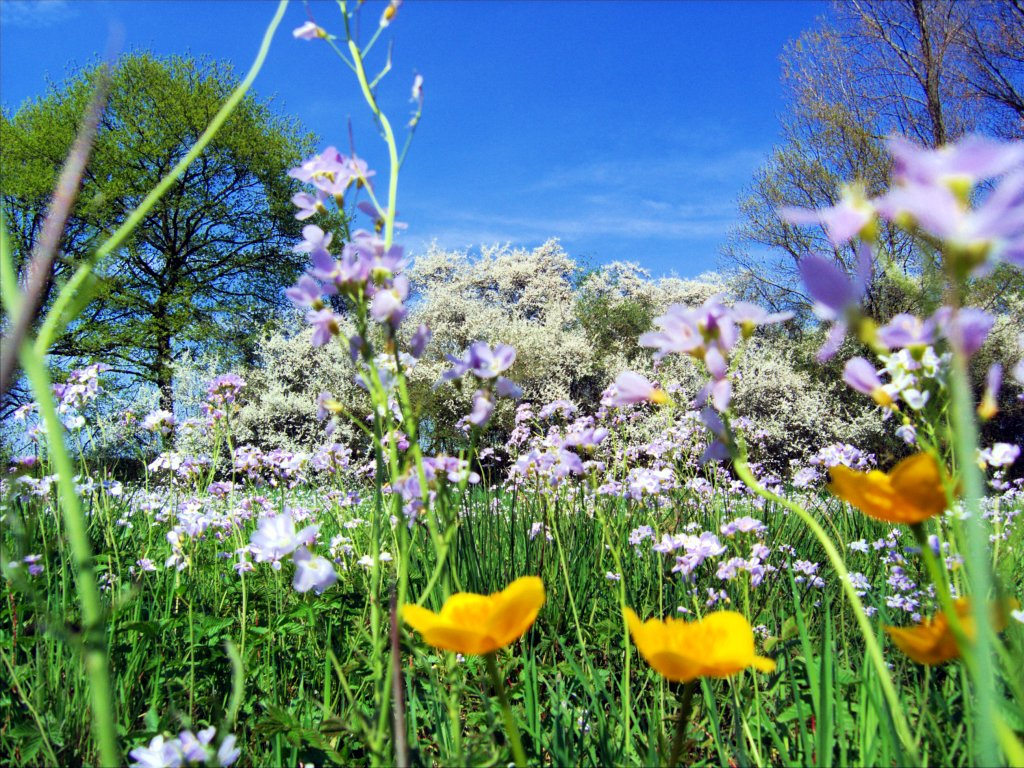
春天的美景

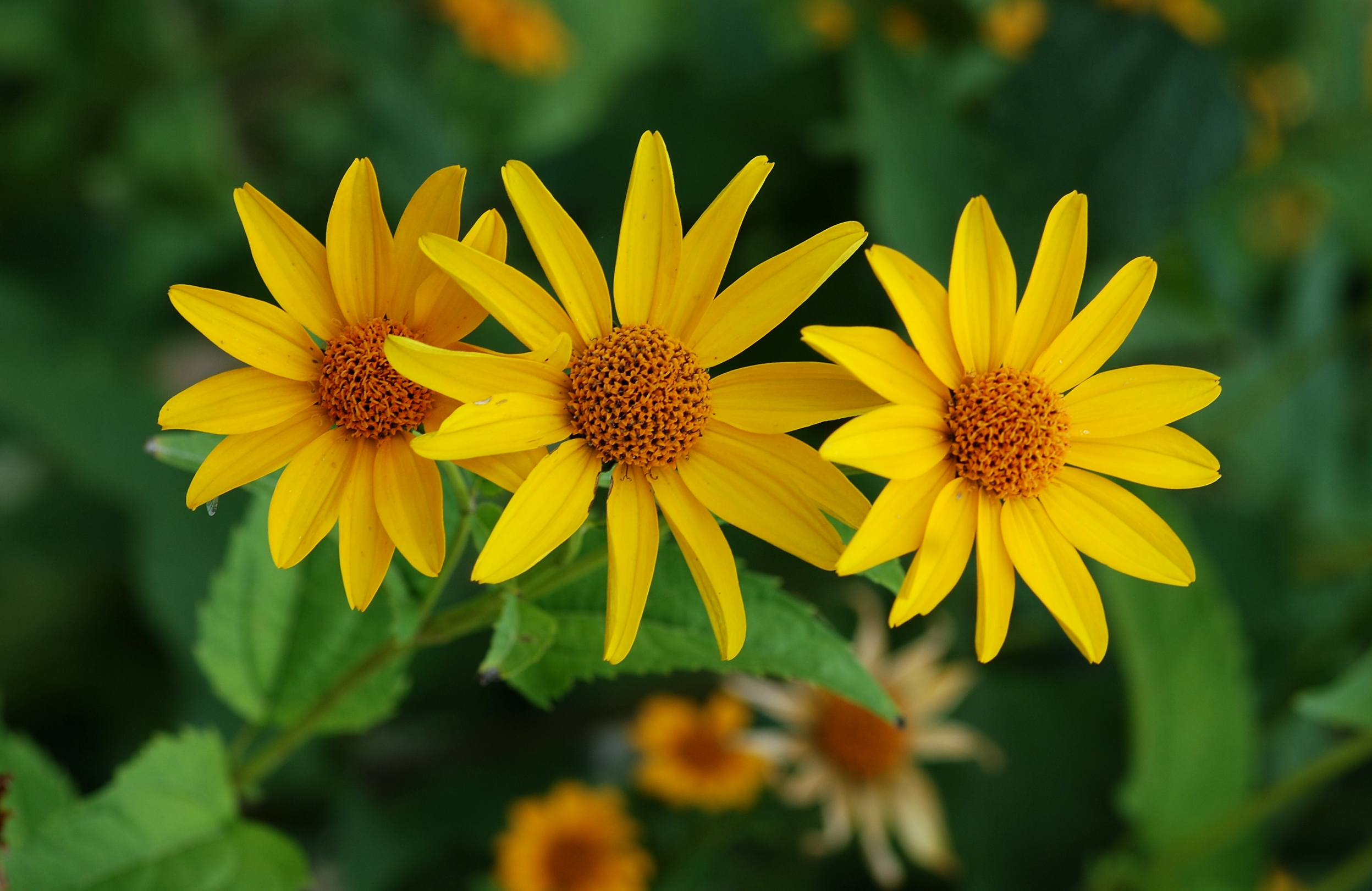
阿根廷人在立春之日赠送黄色花朵，作为欢乐、活力和乐观的象征，这一习俗已经传遍许多国家。

春季是一年四季之第一季。按照公历，北半球的春季为3月、4月和5月；南半球的春季为9月、10月和11月。此外，在大中華地區的傳統中，春季的开始是立春（2月3日至5日之间），春季的结束是立夏（5月5日至7日之间）。在一些地區，如北美，春季被認為從春分開始，到夏至結束。

## 氣候
在春季，地球的北半球（3-5月）或南半球（9-11月）开始倾向太阳，受到越来越多的太阳光直射，因而气温开始升高。随着冰雪消融，河流水位上涨。春季植物开始发芽生长，许多鲜花开放。冬眠的动物苏醒，许多以卵过冬的动物孵化，鸟类开始迁徙，离开越冬地向繁殖地进发。许多动物在这段时间里发情，因此中国也将春季称为“万物复苏”的季节。春季气温和生物界的变化对人的心理和生理也有影响。
对农業来说，春季是播种许多农作物的季節，同时也是许多农作物的收成期

### 春的定义
- 二十四节气中从立春开始到立夏的前一日结束的
- 农历（太阴历）中的一月・二月・三月
- 公历（太阳历）的3月・4月・5月（北半球）；9月・10月・11月（南半球）
- 天文学上是从春分开始到夏至结束

### 节气
- 立春：太阳位于黄经315°，2月3-5日交节。
- 雨水：太阳位于黄经330°，2月18-20日交节。
- 惊蛰：太阳位于黄经345°，3月5-7日交节。
- 春分：太阳位于黄经0°，3月20-22日交节。
- 清明：太阳位于黄经15°，4月4-6日交节。
- 谷雨：太阳位于黄经30°，4月19-21日交节。

每年3月至4月，中南半島及中國西南的氣壓首先下降，吸引暖和的偏南向岸風，與清涼的東北風交替出現。
此時，大陸性反氣旋逐漸減弱，並常東移至東海或琉球群島（Ryukyu Islands），使到達香港的偏北風，經過更寬闊的溫暖海面。
香港的氣溫及露點穩步上升，而沿岸海水溫度則仍然偏低。當露點高於海水溫度時，霧及低空層雲便會出現，能見度逐漸下降，直至另一次冷鋒或寒流到達。
冷鋒的橫過，常帶來短暫降雨，氣溫及露點驟降；冷鋒過後，風轉為清勁，多從東面或北面吹來，天氣晴朗約一至二天。當北面的反氣旋東移離開陸塊，上述的情況又再重覆出現。兩次寒流到港，一般相隔約5至10天。
霧常見於春季。因香港附近的海水溫度持續上升，5月時已甚少有霧。冬末初春常見的層雲，亦逐步變為積雲類，降水亦以驟雨及雷暴為主。

## 气象
由于热空气开始北移，而冷空气还往往依然徘徊，此外土地、水域与空气温度上升的速度不同，春季在地球上许多地方是最多雨的季节。在中国江南地区有著名的梅雨，在欧洲时常有很强的风暴，在北美洲往往出现龍捲風。

### 中国地区的气候变化
北方多数会出现大风天气。

## 天文
地球赤道与其公转轨道交角是四季更迭的根本原因。春季太阳直射点从南回归线逐渐北移，春分之后越过赤道，太阳直射北半球。在春季，地球与太阳的距离由近渐远。每年的1月3日左右地球距离太阳最近。从黄道平面看来，太阳位于宝瓶座、双鱼座、白羊座的背景上。

## 行事
- 寒假
- 春节
- 元宵节
- 龙抬头
- 春社
- 上巳节
- 清明节

## 春題材的作品

### 文学
- 中国文学家朱自清散文作品《春》
- 唐朝诗人劉方平所创作的七言绝句《月夜》
- 唐朝詩人孟浩然五絕詩《春曉》

## 音乐
西方古典
- 安東尼奧·韋瓦第協奏曲集《四季》中的E大調第一協奏曲《春》
- 贝多芬小提琴奏鸣曲第5号《春》
- 罗伯特·舒曼交響曲第1号《春》
- 克劳德·德彪西交響組曲《春》
- 伊戈尔·斯特拉文斯基《春之祭典》
- 爱德华·格里格《致春天》（钢琴曲集「抒情小曲集」第3集作品43第6曲）
- 本杰明·布里顿《春之交響曲》（作品44）
- 小约翰·施特劳斯《春之声圆舞曲》（作品410）

民謠
- 台灣 鄧雨賢《望春風》
- 台灣 鄧雨賢《四季紅》
- 日本 古歌《櫻花》

流行音樂
- 台灣歌手任賢齊於2000年推出的歌曲《春天花會開》
- 台灣樂團蘇打綠以韋瓦第的協奏曲《四季》為主軸發行第五張專輯《春日光》

### 绘画

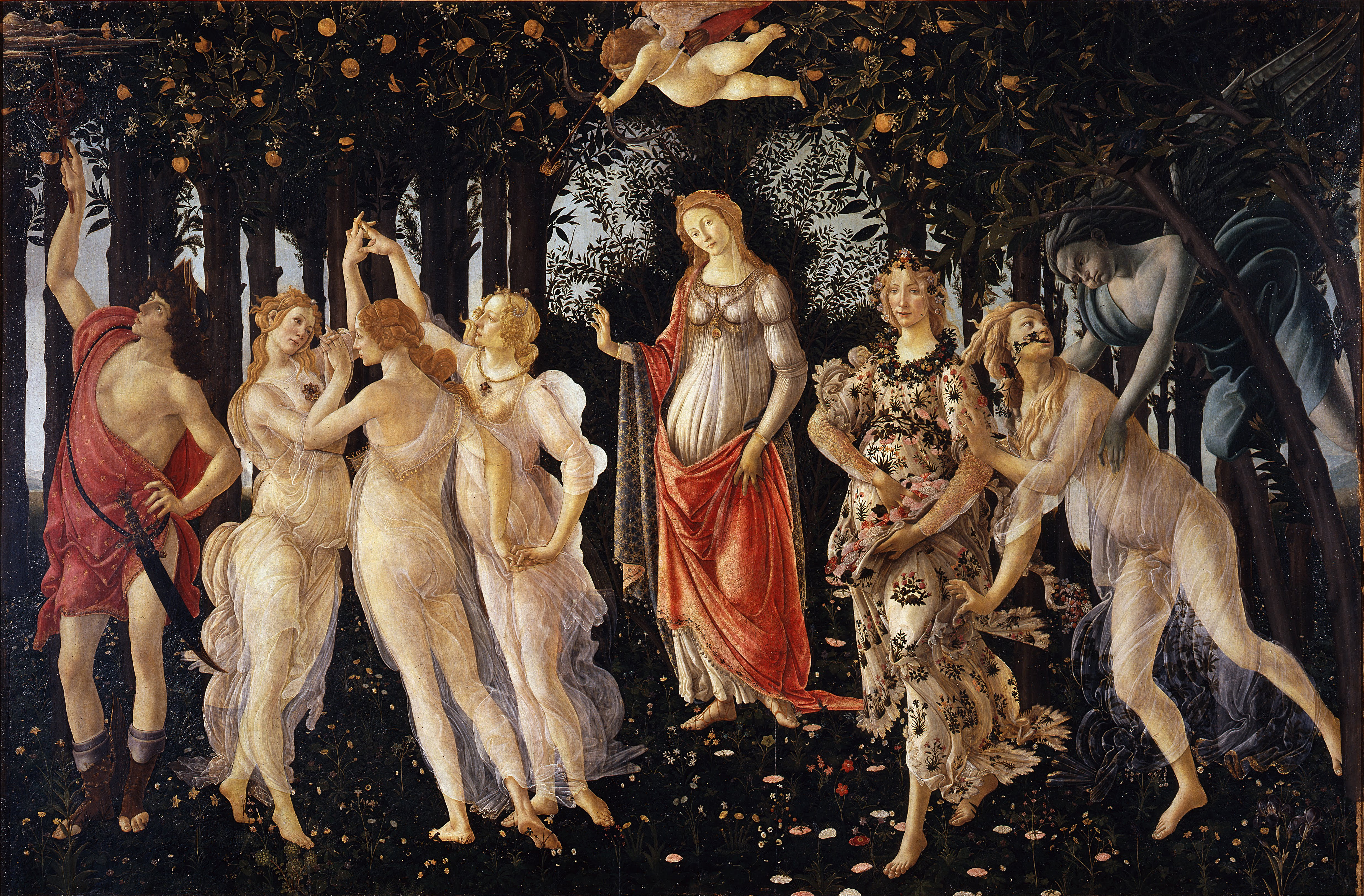
《春》，波提切利的著名画作

- 桑德罗·波提切利《春》
- 阿爾豐斯·慕夏《春》

### 电影
- 《四月物語》（1998年）
- 《早春物語》（1985年、東宝・角川春樹事務所）
- 《春日和》（1967年、松竹）
- 《初春狸御殿》（1959年、大映）

## 季節列表
| 三月～五月 | 六月～八月 | 九月～冬月 | 臘月～二月 |
| ---------- | ---------- | ---------- | ---------- |
| 清明 (14)  | 小暑 (15)  | 寒露 (16)  | 小寒 (17)  |
| 穀雨 (18)  | 大暑 (19)  | 霜降 (20)  | 大寒 (21)  |
| 立夏 (22)  | 立秋 (23)  | 立冬 (24)  | 立春 (1)   |
| 小滿 (2)   | 處暑 (3)   | 小雪 (4)   | 雨水 (5)   |
| 芒種 (6)   | 白露 (7)   | 大雪 (8)   | 驚蟄 (9)   |
| 夏至 (10)  | 秋分 (11)  | 冬至 (12)  | 春分 (13)  |

## 春天圖集

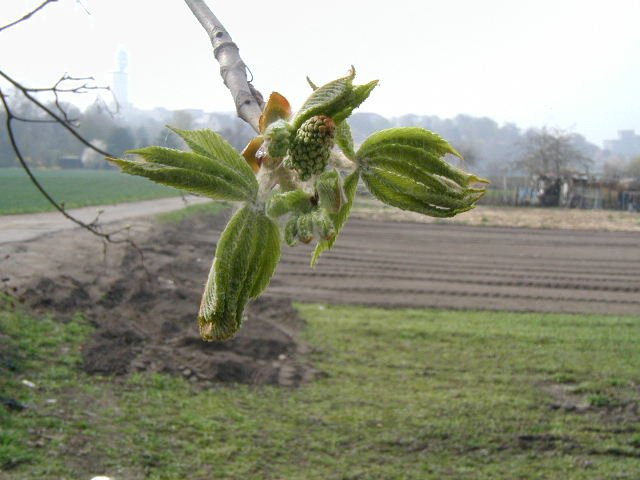
春季，一株栗树正在发芽开花
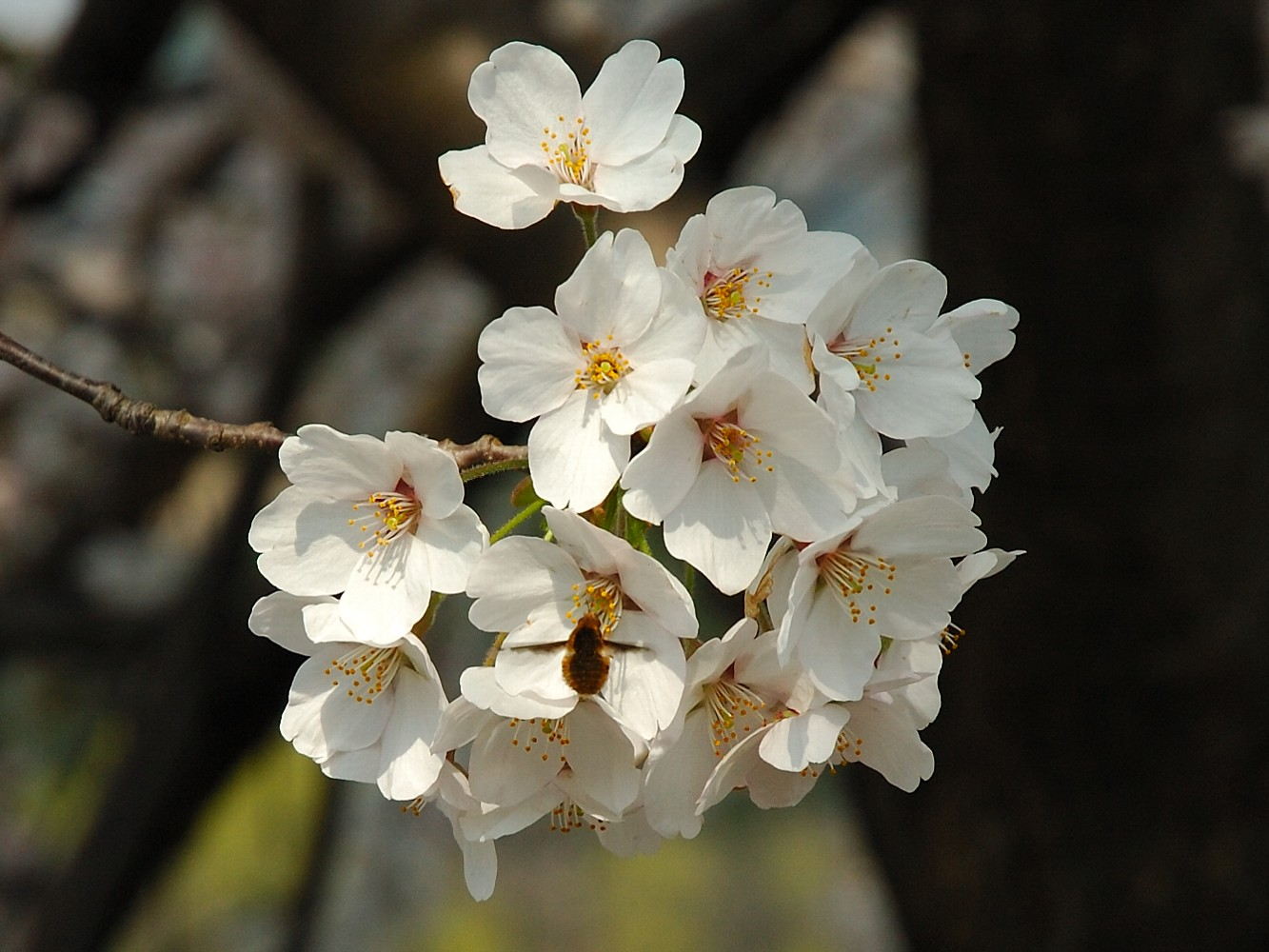
春季开放的山櫻
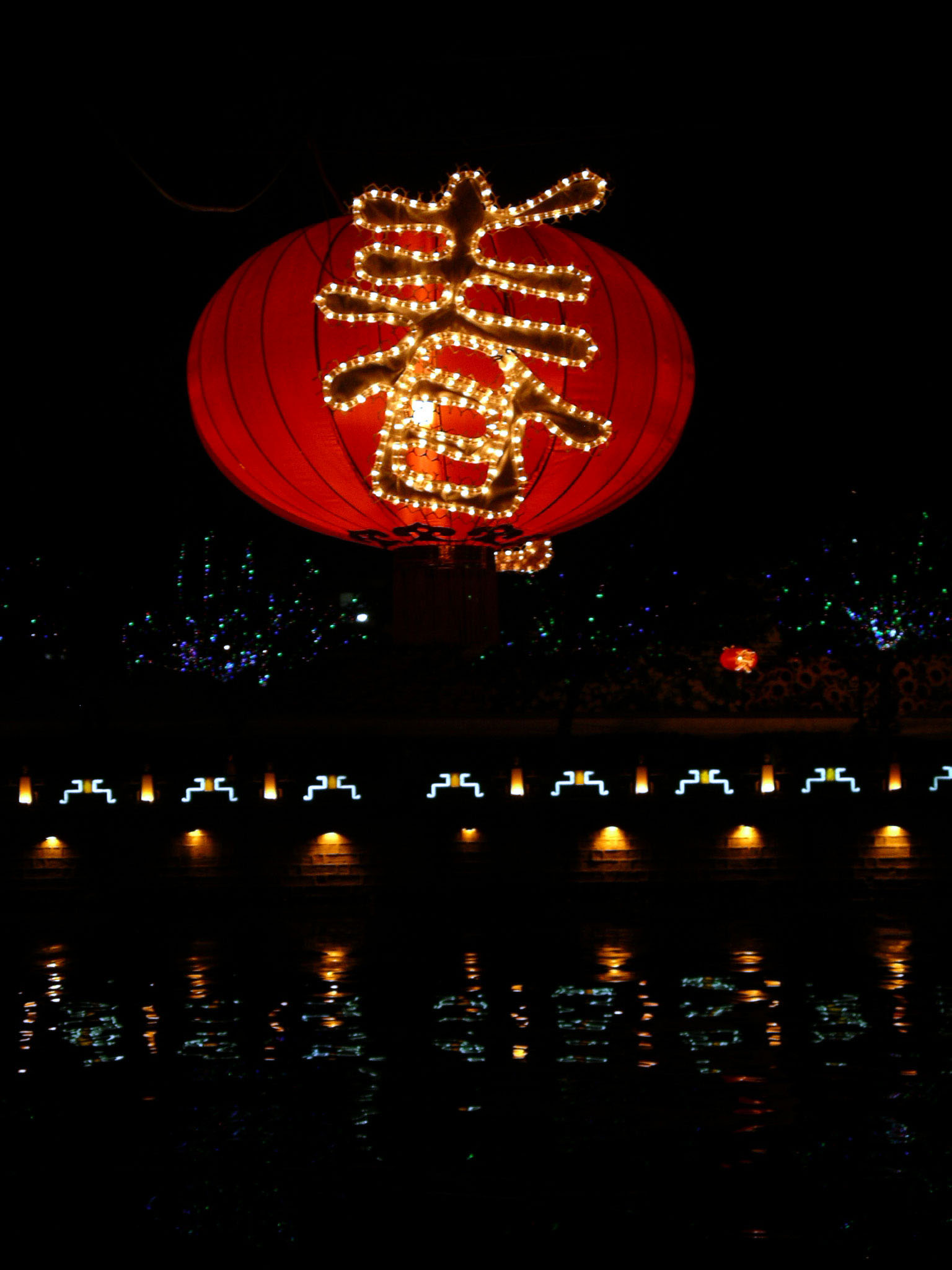
“春”字主题的红灯笼

## 延伸阅读
[在维基数据编辑]
 《欽定古今圖書集成·曆象彙編·歲功典·春部》，出自陈梦雷《古今圖書集成》